# گمینا رادوشتسه
گمینا رادوشتسه (به لهستانی:  Gmina Radoszyce) یک گمینا در لهستان است که در شهرستان کونگسکیه واقع شده‌ است. گمینا رادوشتسه ۱۴۶٫۷۱ کیلومتر مربع مساحت و ۹٬۱۱۳ نفر جمعیت دارد.